# Монтамбёф
Монтамбёф (фр. Montembœuf) — коммуна во Франции, находится в регионе Пуату — Шаранта. Департамент — Шаранта. Главный город кантона Монтамбёф. Округ коммуны — Конфолан.
Код INSEE коммуны — 16225.
Коммуна расположена приблизительно в 370 км к югу от Парижа, в 95 км южнее Пуатье, в 34 км к северо-востоку от Ангулема.

## Население
Население коммуны на 2008 год составляло 698 человек.
| 1962 | 1968 | 1975 | 1982 | 1990 | 1999 | 2008 |
| ---- | ---- | ---- | ---- | ---- | ---- | ---- |
| 777  | 756  | 676  | 701  | 708  | 669  | 698  |

## Администрация
| Период | Период | Фамилия        | Партия | Примечания |
| ------ | ------ | -------------- | ------ | ---------- |
| 1995   | 2010   | Даниель Буффар |        | фермер     |
| 2010   | 2014   | Доминик Шеврёз |        | фермер     |

## Экономика
В 2007 году среди 405 человек в трудоспособном возрасте (15—64 лет) 288 были экономически активными, 117 — неактивными (показатель активности — 71,1 %, в 1999 году было 73,4 %). Из 288 активных работали 249 человек (147 мужчин и 102 женщины), безработных было 39 (10 мужчин и 29 женщин). Среди 117 неактивных 23 человека были учениками или студентами, 43 — пенсионерами, 51 были неактивными по другим причинам.

## Фотогалерея

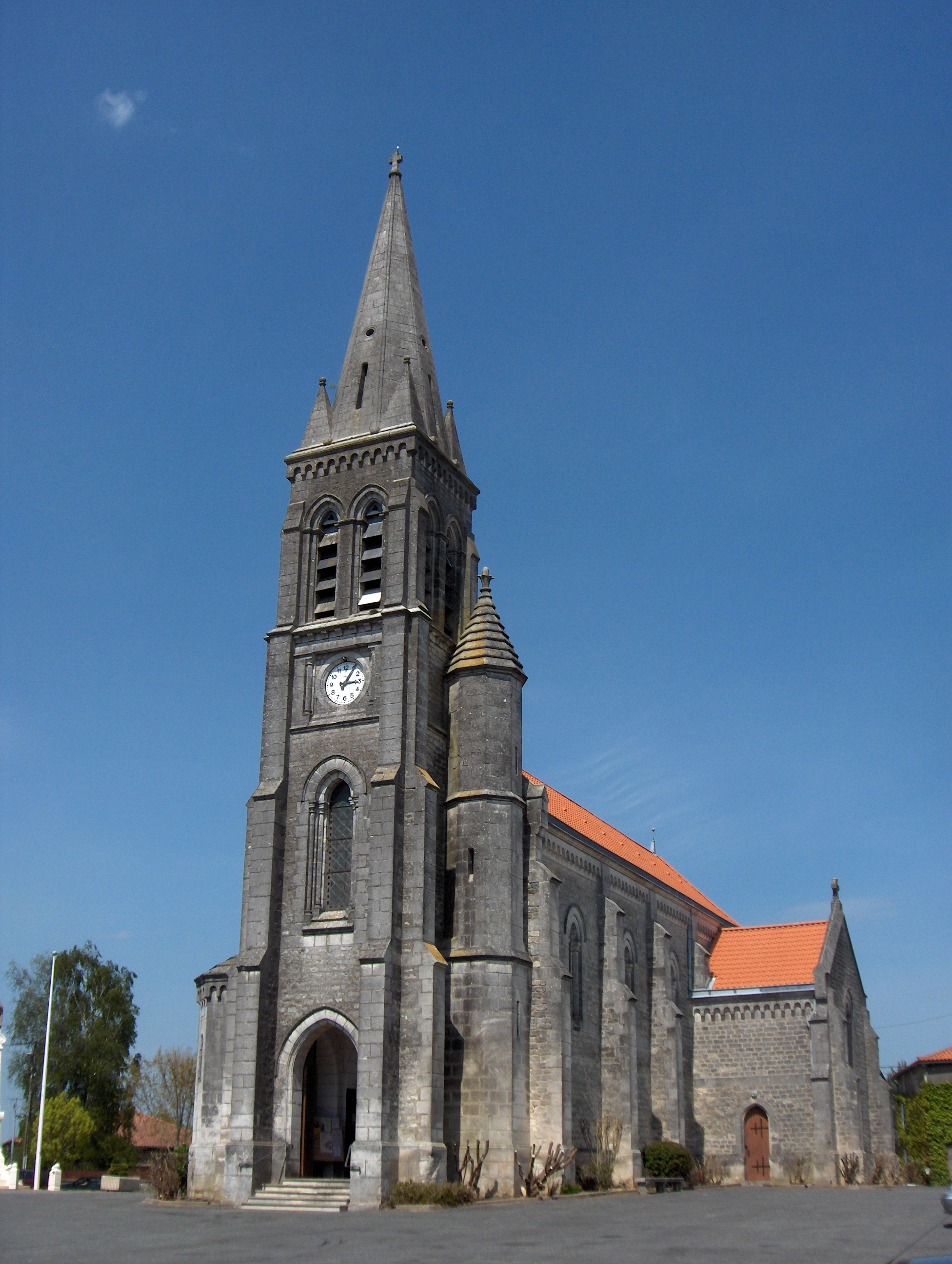
Церковь
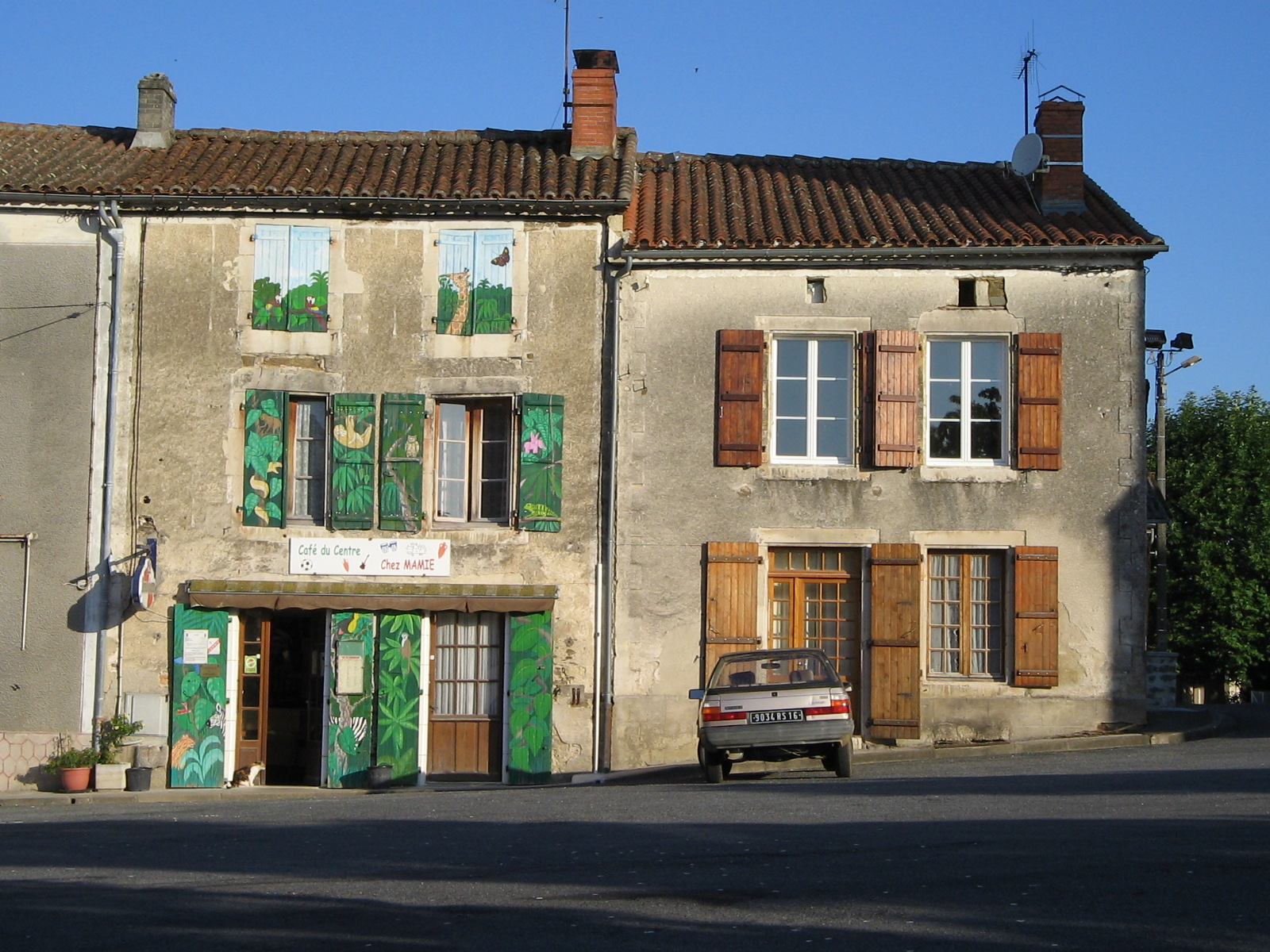
Кафе Chez Mamie
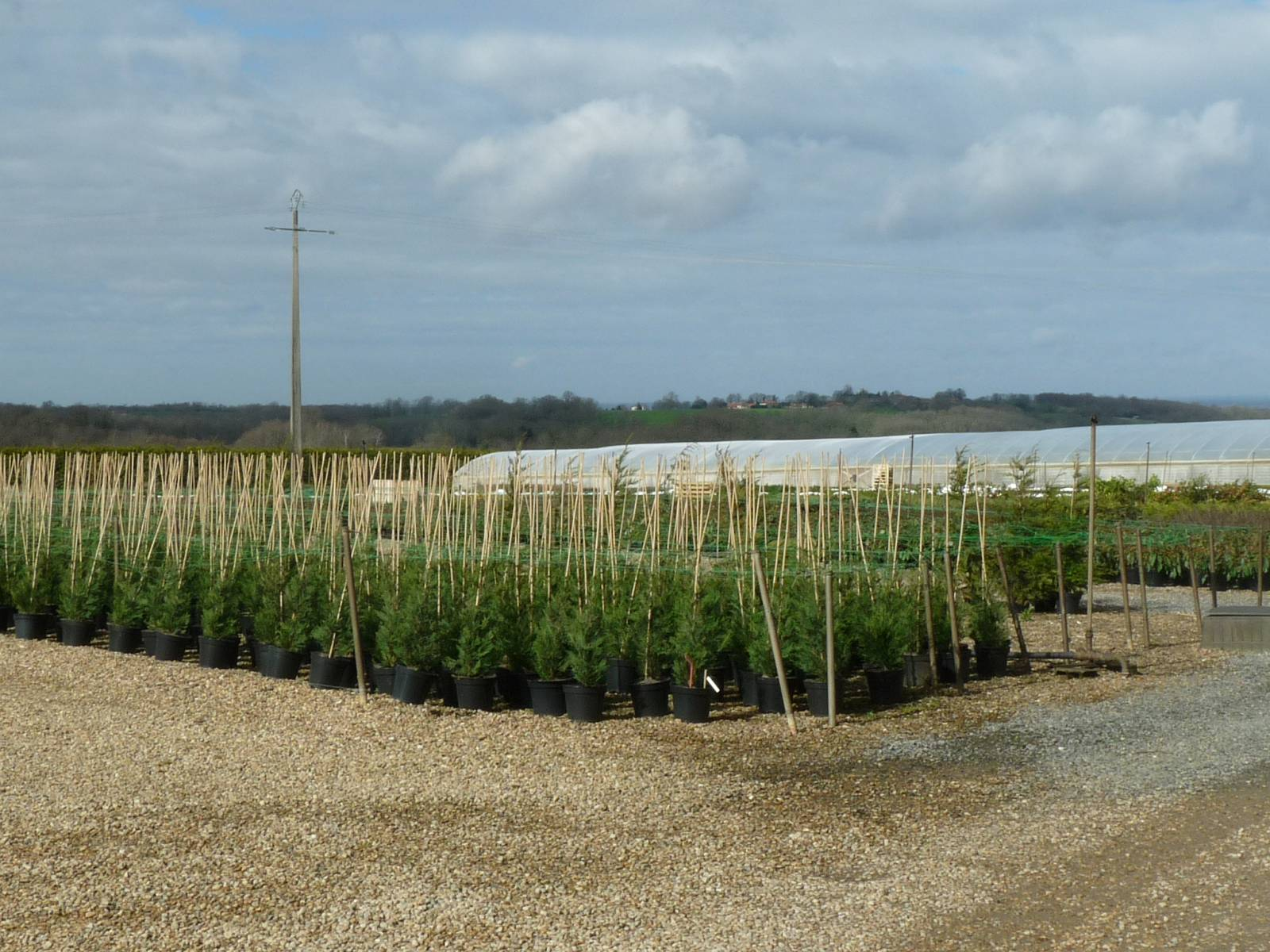
Питомник для выращивания сеянцев